# إيناس الجماعين
إيناس فارس أحمد الجماعين (من مواليد 11 نوفمبر 2003)، هي لاعبة كرة قدم أردنية، تلعب كلاعبة خط وسط لنادي فومغيت في الدوري التركي الممتاز للسيدات، والمنتخب الوطني الأردني للسيدات.

## وقت مبكر من الحياة
إيناس الجماعين ولدت في ذيبان، الأردن في 11 نوفمبر 2003.

## مهنة النادي
لعبت لصالح نادي عمّان، قبل أن تنتقل إلى تركيا في نهاية ديسمبر 2021، وتنضم إلى نادي فومغيت ومقره أنقرة للعب في الدوري التركي الممتاز للسيدات 2021–22. بعد مباراتين مع النادي، انتقلت إلى نادي أميد في ديار بكر. وغادرت تركيا في نهاية موسم الدوري.

## مهنة دولية
ظهرت لأول مرة مع منتخب الأردن في 7 أبريل 2021 أمام ليتوانيا. وسجلت أول هدف دولي لها في مرمى الهند في 19 مارس 2023 في مباراة ودية.

## الأهداف الدولية
| #  | تاريخ        | مكان                       | الخصم | الأهداف | نتيجة | مسابقة |
| -- | ------------ | -------------------------- | ----- | ------- | ----- | ------ |
| 1. | 19 مارس 2023 | ستاد البتراء، عمان، الأردن | الهند | 2 -0    | 2-1   | ودي    |